# Брюссельська фінансова конференція 1920
Брюссельська міжнародна фінансова конференція з питань економічних наслідків Першої світової війни відбулася з 25 вересня по 8 жовтня 1920 року. На конференції були присутні 86 делегатів, що представляли 39 держав  (без Росії, Туреччини, Мексики та Чилі, при тому, що США були представлені неофіційно). Брюссельська конференція була скликана в контексті серйозних економічних, соціальних, фінансових та санітарних потрясінь одразу після Першої світової війни, особливо в Центральній та Східній Європі. Її поштовхом стала міжнародна петиція, опублікована в січні 1920 року та підписана відомими особистостями. Важливу роль у підготовці конференції відіграв Жан Моне, на той час заступник генерального секретаря молодої Ліги Націй. Через загальне відчуття неминучої невдачі національні уряди вирішили, що делегати не будуть офіційно представляти їх, щоб уряди не були надмірно заплямовані, якщо конференція завершиться невдачею. Попри це, майже три чверті делегатів були урядовцями, решта — центральними та приватними банкірами, тоді як серед інших учасників були деякі бізнесмени та науковці з нефінансової галузі.  Конференцію очолював колишній президент Швейцарії Гюстав Адор. Серед проблем публічних фінансів, торгівлі та кредитів, помітне місце відводилося питанням валютно-грошової системи. Але учасники конференції головним чином констатували поганий стан цієї системи як в окремих країнах, так і загалом у світі, що знайшло своє відображення у запропонованій для обговорення доповіді «Валюти після Війни», де прямо констатувалося, що головними наслідками Першої світової війни у царині валютно-грошових відносин стали:
1. падіння вартості усіх валют відносно товарів;
2. падіння вартості більшості валют відносно золота;
3. падіння вартості золота відносно товарів:
4. дивне співвідношення між грошовою експансією та зростанням цін.

Крім того, відзначалося, що в багатьох випадках (зокрема це стосувалося Німеччини) спостерігався великий диспаритет між внутрішньою та зовнішньою вартістю валют. Як і очікувалося, Конференція не прийняла ніяких практичних рішень (хоча було досягнуто консенсусу щодо низки теоретичних висновків, зокрема, щодо важливості створення центральних банків, умов відновлення золотого стандарту, важливості дотримання фіскальної дисципліни та здорової монетарної політики тощо. Утім, проблеми вимагали не тільки обговорення, а й вирішення. А тому в січні 1922 р. на черговому засідання  Верховної Ради Антанти (Supreme War Council) в Каннах (Cannes Conference 1922) було вирішено підготувати нову міжнародну конференцію з метою розв'язання післявоєнних економічних проблем. Валютно-грошові проблеми мали розглядатися на ній поряд з іншими — такими як проблеми репарацій та зовнішніх боргів. При цьому для Британії та Франції проблеми валютної системи відігравали другорядну роль, оскільки більш важливим вважалося економічне відродження центральної та східної Європи, що могло забезпечити франко-британську зовнішньоторгівельну експансію. Більшовицька Росія також отримала запрошення на конференцію і прийняла його, трактуючи положення Канської резолюції, де йшлося про те, що всі країни можуть самостійно обирати «системи, які їм підходять», як визнання права на вибір «соціалістичної системи» (хоча насправді йшлося, звісно, про валютно-грошові системи). Ці питання були розглянуті у 1922 році на Генуезькій конференції.